# Сап
Сап (слч. Sap, мађ. Szap) насељено је мјесто са административним статусом сеоске општине (слч. obec) у округу Дунајска Стреда, у Трнавском крају, Словачка Република.

## Становништво
| Година:    | 1994. | 2004.   | 2014.   | 2024.   |
| ---------- | ----- | ------- | ------- | ------- |
| Број људи: | 566   | 541     | 522     | 503     |
| Разлика:   |       | -4,41 % | -3,51 % | -3,63 % |

| Година:    | 2023. | 2024. |
| ---------- | ----- | ----- |
| Број људи: | 503   | 503   |
| Разлика:   |       | +0 %  |

Према подацима о броју становника из 2011. године насеље је имало 531 становника.